# Aphanomyces
Aphanomyces de Bary – rodzaj organizmów grzybopodobnych zaliczanych do lęgniowców. Jest jedynym rodzajem rzędu Saprolegniales, w którym występują gatunki powodujące choroby roślin.

## Morfologia
Rodzaj Aphanomyces charakteryzuje się drobnymi strzępkami, których średnica nie przekracza 20 mikrometrów, a barwa od półprzeźroczystej do jasnobrązowej. Strzępki wegetatywne nie różnią się od nitkowatych zoosporangiów, które pływki (zoospory) wytwarzają w rzędzie w strzępkach. To uwolnienie pierwotnie utworzonych pływek jest taksonomicznie ważną cechą odróżniającą Aphanomyces od innych rodzajów z rzędu. Podobnie jak rodzaj Achlya, tworzą oospory w grupach natychmiast po uwolnieniu. Czasami pływki tworzą również oospory w zoosporangiach, jak w rodzaju Aplanes. Pierwotne pływki są przeważnie wydłużone, elipsoidalne lub wrzecionowate, drugorzędne natomiast mają kształt nerkowaty i sz boku posiadają dwie różne wici. Lęgnie, które zwykle tworzą się pojedynczo lub rzadko w parach, są różnej wielkości, różnego kształtu li mają różnorodną fakturę powierzchni. Plemnie są na ogół dikliniczne lub jednoskośne, rzadko androgyniczne.
Jest komórczakiem, tworzy plechę bez przegród rozgałęziających się pod kątem prostym, dość rzadko. Jest homotaliczna. Lęgnie i plemnie tworzą się na tych samych, lub odległych strzępkach. Lęgnie prawie kuliste o podwójnej ścianie. Ściana zewnętrzna gładka, wewnętrzna tworzy sinusoidalną linię, czasami brodawkowaną. Lęgnie powstają na końcach krótkich odgałęzień strzępek i oddzielone są septą. Czasami otoczone są kilkoma plemniami o cylindrycznym lub maczugowatym kształcie.

## Cykl życiowy
Po zapłodnieniu powstają kuliste, hialinowe lub żółtawe oospory, wewnątrz z dwoma ciałkami; dużym, owalnym i ciemnym w środku, oraz małym, kulistym i świecącym. Po okresie spoczynku oospory kiełkują tworząc strzępkę infekcyjną lub pływkę. Oospory mają zdolności chemotaktyczne; kiełkują po chemicznym rozpoznaniu korzeni żywiciela. Po ich zasiedleniu tworzą strzępki z zarodniami, które morfologicznie nie odróżniają się od strzępek. Powstają w nich owalne zarodniki pierwotne gromadzące się na szczycie zarodni. Po wypłynięciu z niej otorbiają się tworząc kuliste cysty z brodawkami. Następnie cysty te kiełkują tworząc pływki. Mają nerkowaty kształt i na boku dwie wici. Za ich pomocą pływają w wodzie glebowej pomiędzy grudkami gleby. Gdy pływki napotkają włośniki żywiciela tracą wici i kiełkują tworząc strzępkę infekcyjną, która przebija skórkę włośników i wnika do ich wnętrza, a powstające z niej strzępki grzybni kolonizują korzenie. Wewnątrz tkanek żywiciela tworzą się lęgnie i plemnie, a gdy tkanki żywiciela już obumierają, powstają oospory.
Niektóre należące do tego rodzaju gatunki są sprawcami groźnych chorób, powodujących duże straty w rolnictwie. A. euteiches wywołuje zgniliznę korzeni roślin strączkowych, a A. cochlioides zgorzel siewek buraka.

## Systematyka i nazewnictwo
Pozycja w klasyfikacji według Index Fungorum: Leptolegniaceae, Saprolegniales, Saprolegniidae, Peronosporea, Incertae sedis, Oomycota, Chromista.
Rodzaj Aphanomyces utworzył Heinrich Anton de Bary w 1860 r.
Niektóre gatunki:
- Aphanomyces euteiches Drechsler 1925
- Aphanomyces cochlioides Drechsler 1929
- Aphanomyces laevis de Bary 1860
- Aphanomyces phycophilus de Bary 1860
- Aphanomyces stellatus de Bary 1860